# Angelo Carminati
Angelo Maria Alberto Carminati (Brignano Gera d'Adda, 17 agosto 1856 – Milano, 16 novembre 1934) è stato un imprenditore, diplomatico e politico italiano.

## Biografia
Si dedica giovanissimo agli studi commerciali, perfezionandosi dopo il diploma con viaggi di studio in Gran Bretagna e negli Stati Uniti, dove si perfeziona anche nelle lingue inglese, francese e tedesca. Pioniere dell'espansione politica e commerciale dell'Italia all'estero, ed in particolare nelle colonie, è stato segretario personale di Manfredo Camperio al Consorzio italiano per il commercio con l'estremo oriente. Nel 1895, su incarico conferito da Francesco Crispi, costituisce la Società commerciale del Benadir, materialmente fondata a Milano nel 1898 da un insieme di preesistenti società interessate. Nel corso della sua lunga carriera, durata circa cinquant'anni, si è dedicato principalmente alla materia dei traffici e degli scambi internazionali presiedendo società come la Coloniale italiana e la Italo-russa per l'amianto, ma si è dedicato con altrettanto profitto anche a industrie italiane interessate ad esportare i propri prodotti come la Saccarifera lombarda, la Suvini-Zerboni, la Zolfi e zolfatare di Sicilia, etc. È stato console italiano in Montenegro e Bulgaria, paesi cui l'Italia dell'epoca è legata da stretti rapporti politici e commerciali.